# 韋亨

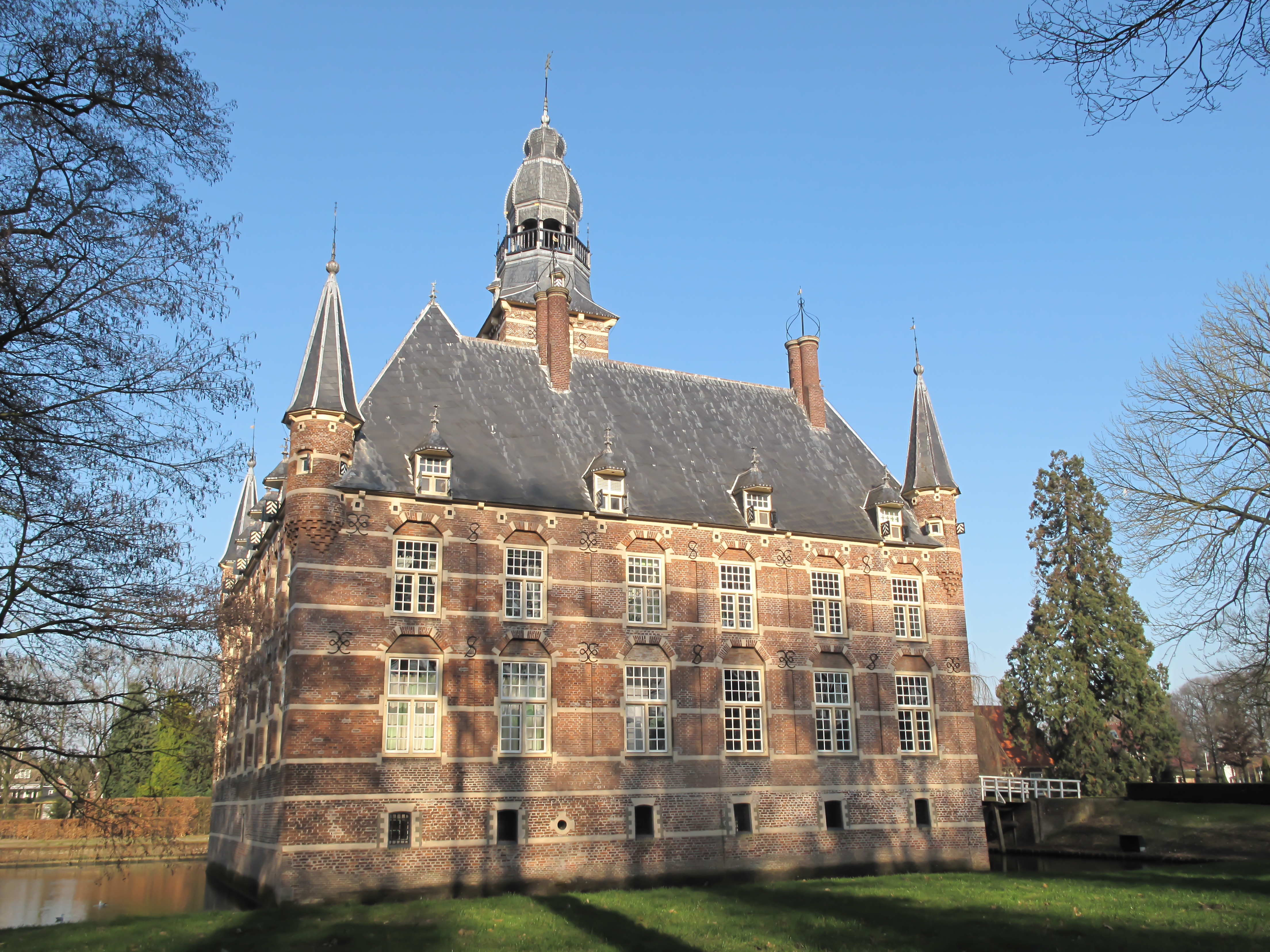

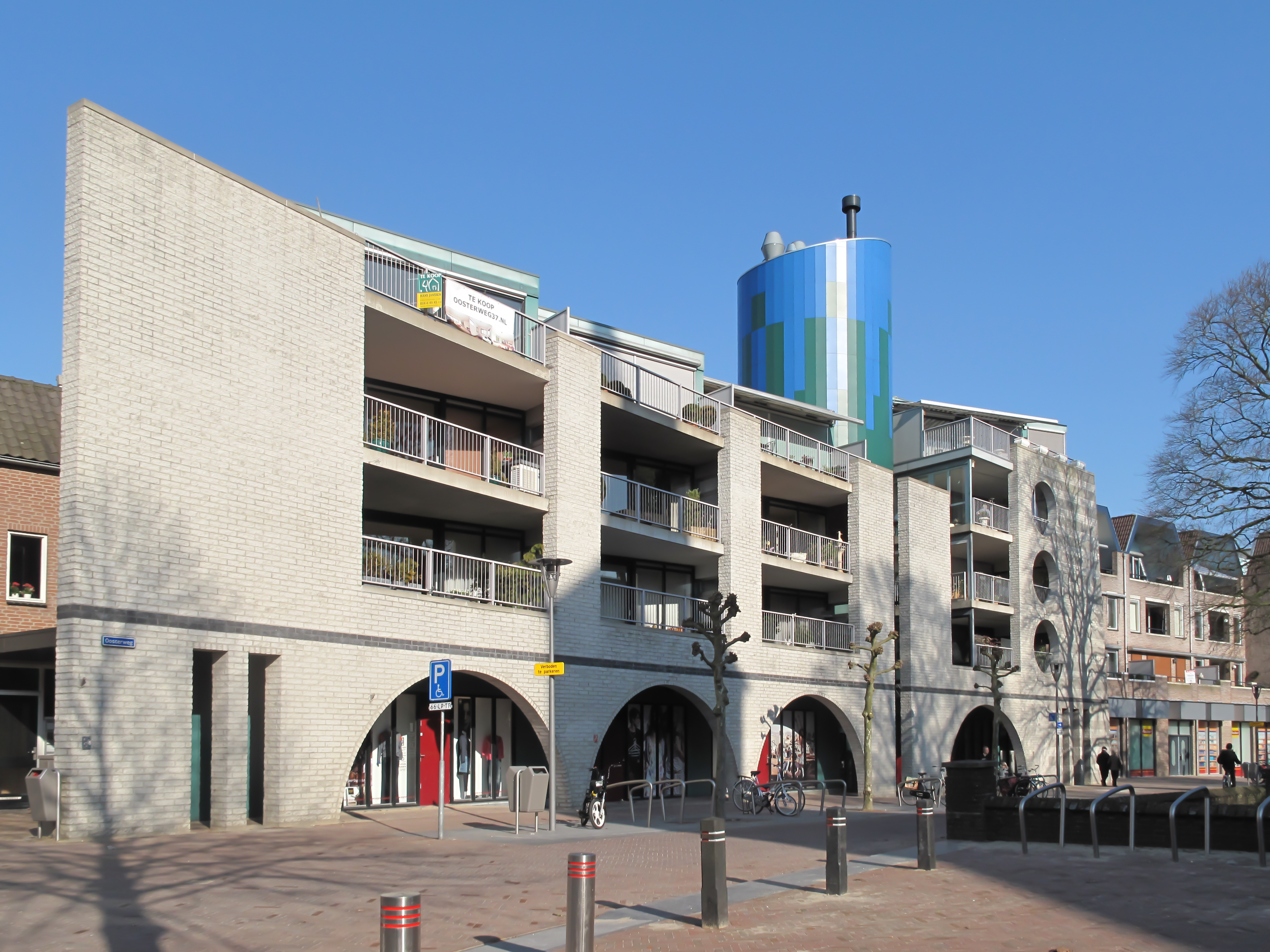

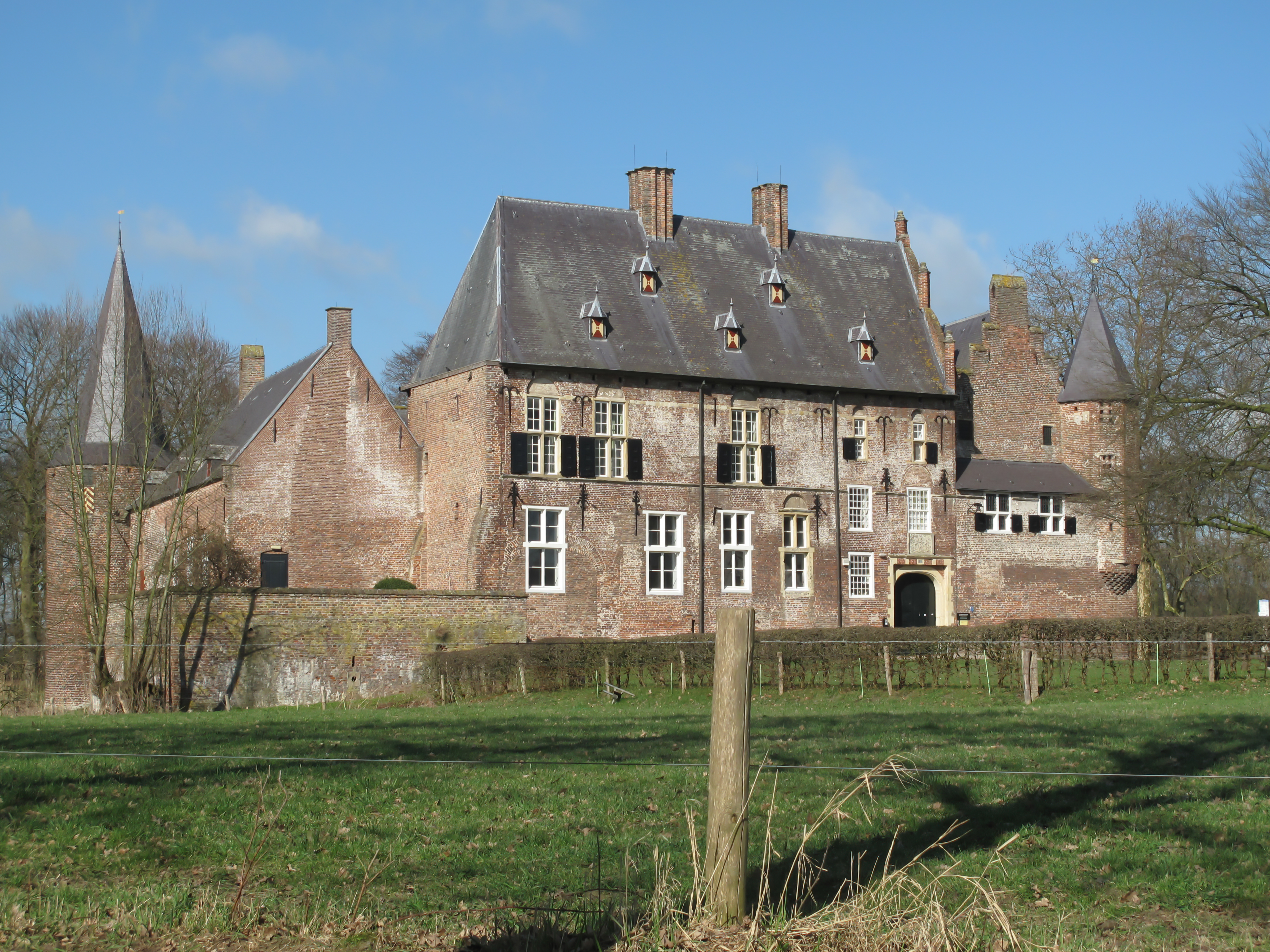

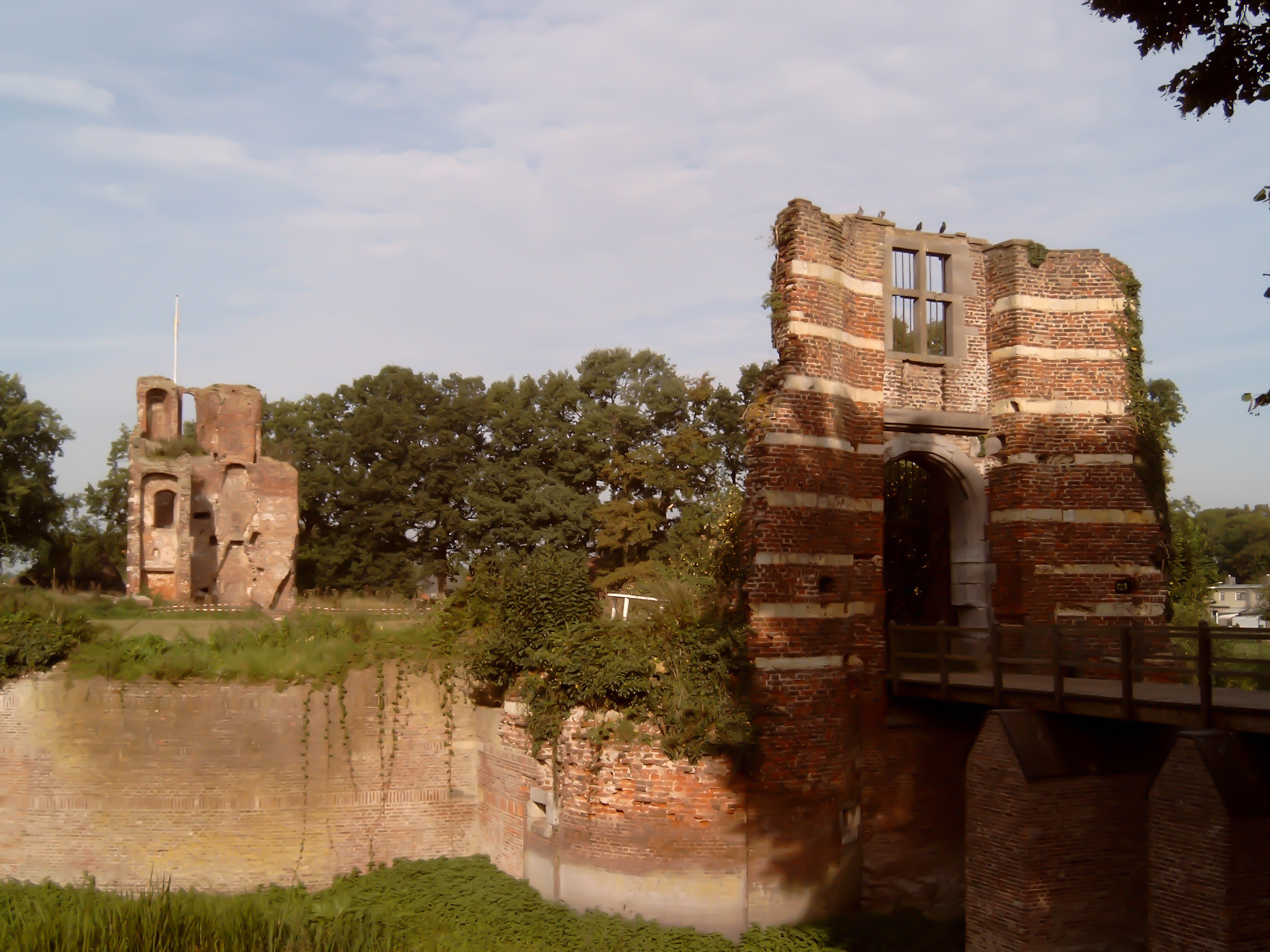

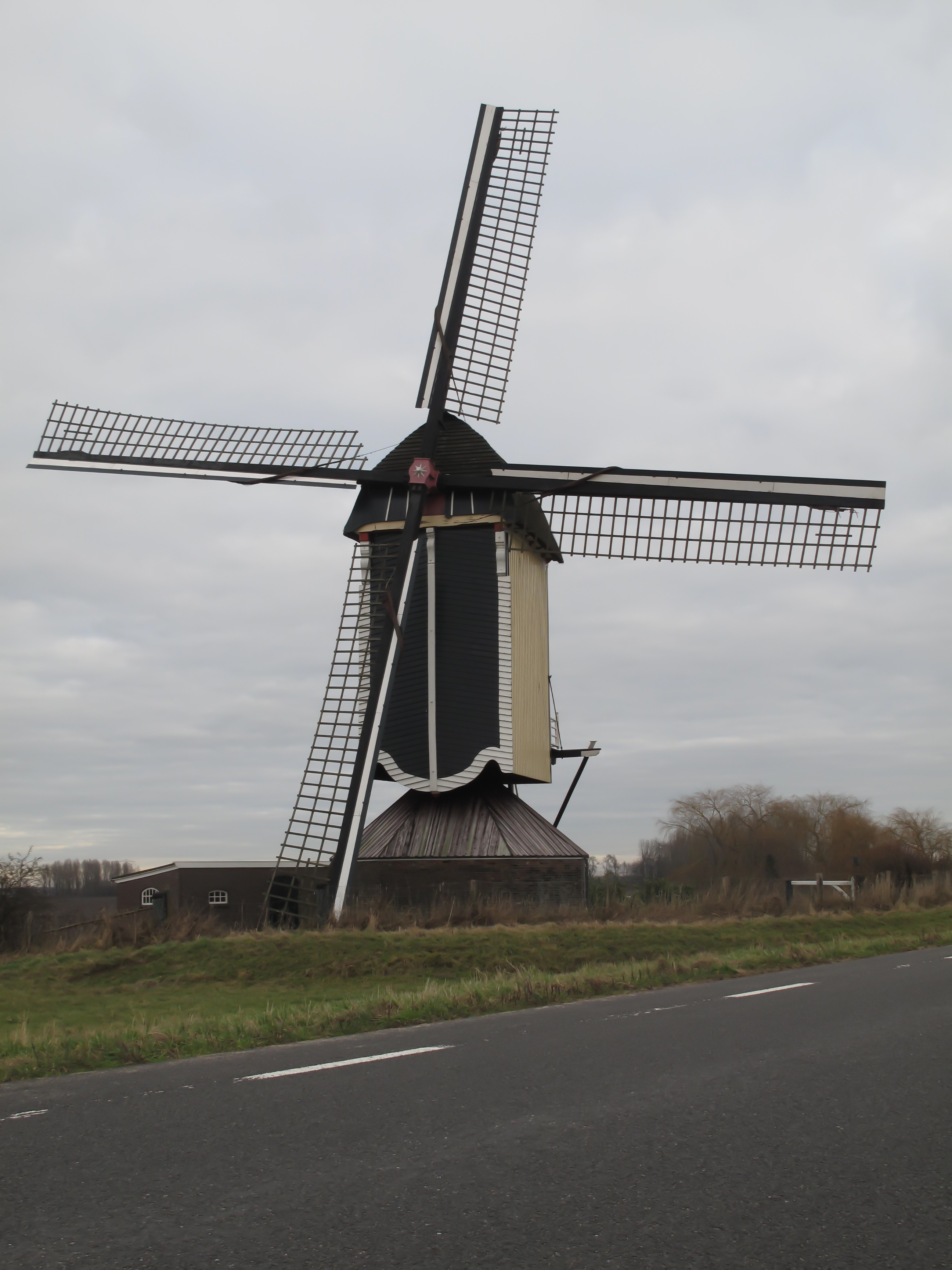

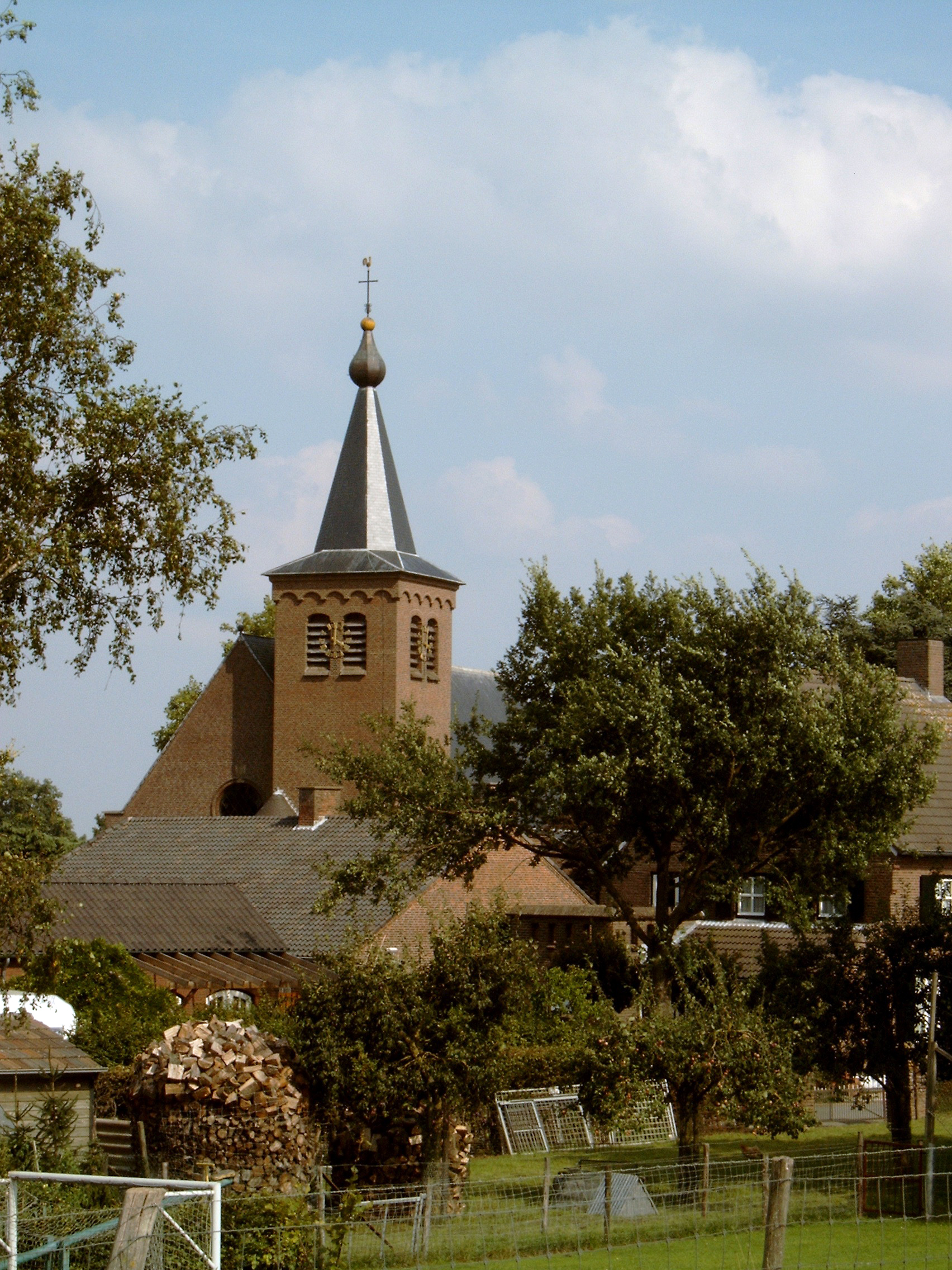

韋亨（荷兰语：Wijchen）是荷蘭的一个市镇，位於該國東部奈梅亨西南面，由海爾德蘭省負責管轄，面積69.58平方公里，2007年人口41,673，人口密度為每平方公里591人。

## 外部連結
- Official website （页面存档备份，存于）
- Map